# Skibo Castle

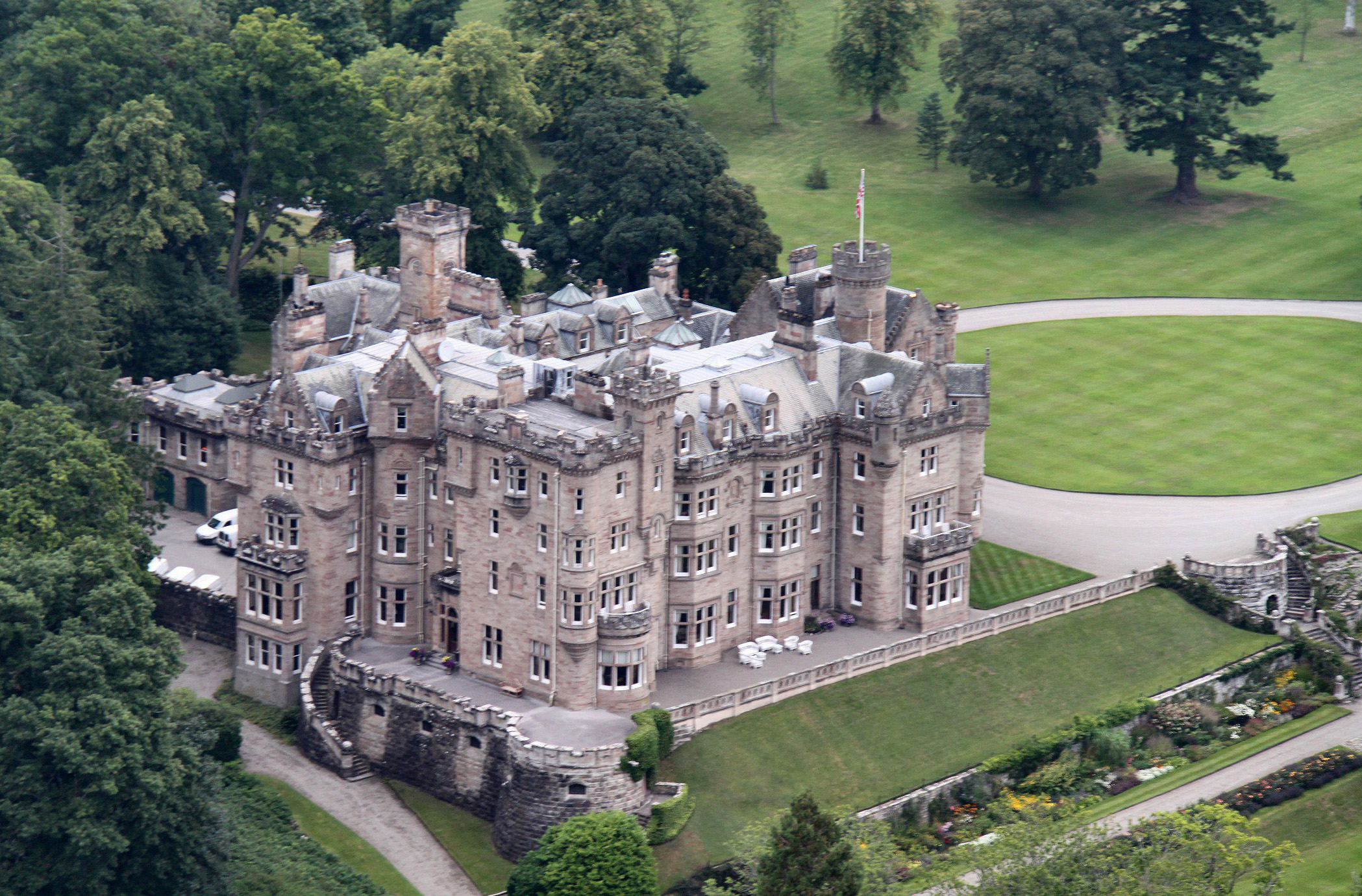
Luftbild von Skibo Castle aus südwestlicher Richtung

Lageplan des Anwesens und Grundriss des Schlossgebäudes

Skibo Castle (schottisch-gälisch Caisteal Sgìobail) ist ein Schloss im Stil des Scottish Baronials rund sechs Kilometer westlich von Dornoch in den schottischen Highlands. Ende des 19./Anfang des 20. Jahrhunderts ließ der Tycoon Andrew Carnegie das Gebäude erbauen, indem er ein etwa 25 Jahre zuvor errichtetes Herrenhaus umgestalten und ausbauen ließ. Carnegies Familie besaß das Schloss samt großem Anwesen bis in die 1980er Jahre, ehe es Derek Holt 1982 erwarb. Nach Restaurierungen und Modernisierungen für mehrere Millionen Pfund verkaufte Holt 1990 an Peter de Savary, der es zum Sitz des exklusiven Carnegie Clubs machte und 2003 wiederum an eine Gesellschaft von Mitgliedern dieses Clubs veräußerte.
Das Schloss steht gemeinsam mit seinem terrassierten Garten seit dem 4. März 2003 als Listed Building der Kategorie A unter Denkmalschutz. Der große Schlosspark wurde am 1. Juli 1987 zudem in das Inventory of Gardens and Designed Landscapes aufgenommen.

## Geschichte

### Anfänge im Mittelalter
Das Schloss geht auf eine Befestigung des 9. oder 10. Jahrhunderts zurück. Sie wurde vielleicht von Wikingern erbaut, denn der Name „Skibo“ ist vermutlich altnordischen Ursprungs. Laut William J. Watson ist „Skibo“ die Anglisierung des schottisch-gälischen „Sgiobal“, das wiederum von einem altnordischen Namen kommt, der entweder „Feuerholzlager“ oder „Wohnstatt von Skithi“ bedeutet. Das Land um Skibo wurde 1186 erstmals urkundlich genannt, als es König Wilhelm der Löwe als Lehen an Hugh Freskin gab. Der wiederum gab es als Afterlehen an seinen Verwandten Gilbert of Moray, der 1222/1223 Bischof von Caithness wurde. Während seiner Amtszeit ließ er in „Schytherbolle“, wie Skibo zu jener Zeit genannt wurde, auf den Überresten der alten Befestigung eine wehrhafte Burg errichten, die bis in das 16. Jahrhundert als eine der bischöflichen Hauptresidenzen fungierte. Hugh Freskins Sohn William wurde erster Earl of Sutherland und erneuerte die Belehnung an den Bischof. Allerdings waren sich Bistum und Earl nicht immer über die Eigentumsverhältnisse einig, denn für 1275 ist ein Streit darum überliefert.

### Die Familien Gray und MacKay
Im Jahr 1544 nahmen die MacKays die Burg ein, doch schon im darauffolgenden Jahr gab der damalige Bischofselekt Robert Stewart die Anlage an John Gray, der zuvor schon von John Gordon, 11. Earl of Sutherland, mit viel Landbesitz um Skibo belehnt worden war. Zu jener Zeit war die Burg laut einer Urkunde aus dem 16. Jahrhundert allerdings in einem heruntergekommenen Zustand. Während der Kriege der Drei Königreiche hielten die Covenanters 1650 den in der Schlacht bei Carbisdale besiegten Royalisten James Graham, 1. Marquess of Montrose, in der Burg Skibo gefangen, ehe er zu seiner Hinrichtung nach Edinburgh gebracht wurde. Im 18. Jahrhundert musste der damalige Besitzer, ein weiterer John Gray, Skibo Castle verkaufen, um seine Schulden begleichen zu können. Die Anlage kam auf diese Weise 1744 an Grays Anwalt Sir Patrick Dowall, der aber weder Geld noch Motivation besaß, um das heruntergekommene Anwesen wieder herauszuputzen. 1751 wurde er von seinem Neffen, George MacKay, einem Sohn des dritten Lords Reay, beerbt. Im Gegensatz zu seinem Onkel kümmerte er sich sehr intensiv um seinen neuen Besitz. So ließ er die Höfe der Pächter instand setzen und abgeholzte Flächen aufforsten. Die alte Burg ließ er hingegen nicht wieder bewohnbar machen, sondern südlich und westlich des alten Keeps zwei neue Gebäude als Unterkunft für seine Familie und die Bediensteten errichten. Für die zahlreichen Verbesserungen und Neubauten musste sich MacKay stark verschulden und war schließlich gezwungen, Skibo 1756 zu verkaufen. Neuer Eigentümer wurde William Gray, ein Nachkomme der einstigen Besitzer, der auf Jamaika mit Zuckerplantagen ein Vermögen gemacht hatte. Er setzte die vom Vorbesitzer begonnenen Verbesserungen fort, indem er brachliegendes Ackerland kultivieren und neue Wohnungen für zusätzliche Pächter bauen ließ. Gray hatte auch Wiederaufbaupläne für die alte Burg, doch starb er 1760, ehe er sie in die Tat umsetzen konnte. Seine Witwe Janet Sutherland setzte die Arbeiten ihres Mannes zunächst fort. So erhielt die Burg ein neues Schieferdach – als erstes Gebäude in Sutherland neben der Kathedrale von Dornoch. Allerdings sagte ihr London als Wohnsitz wesentlich mehr zu, und so verließ sie Skibo in den frühen 1760er Jahren für immer und überließ das Anwesen wieder sich selbst.

### Neue Blüte unter der Familie Dempster

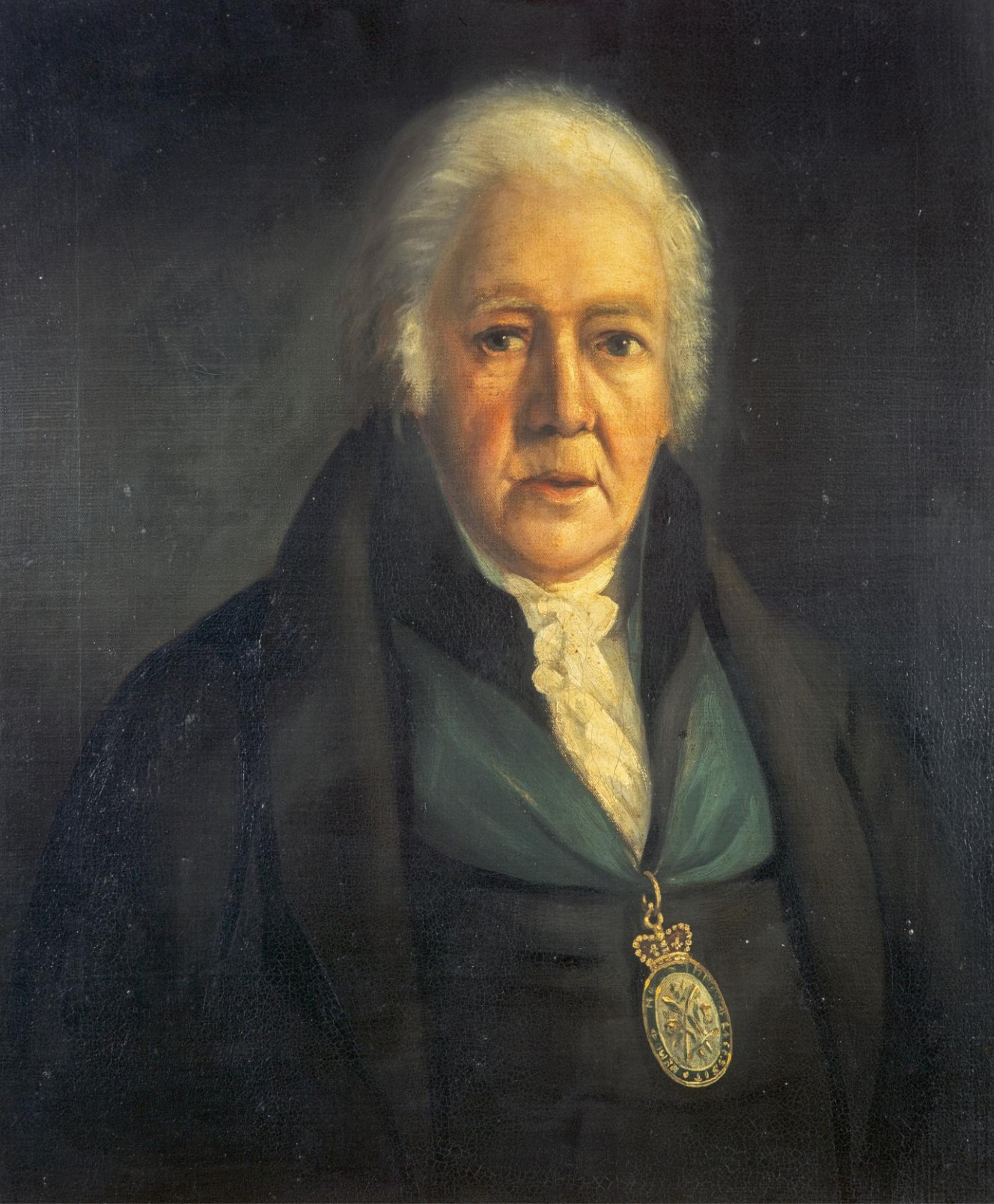
George Dempster of Dunnichen baute das Anwesen weiter auf; Porträt von James T. Nairn

Nach Janets Tod im Jahr 1785 stellte sich heraus, dass auch William Gray hoch verschuldet gestorben war und die Verbindlichkeiten weder zu seinen Lebzeiten noch zu denen seiner Witwe beglichen worden waren. Der High Court in Edinburgh beschloss deshalb 1780, dass Skibo als Konkursmasse anzusehen sei, und stellte es unter Zwangsverwaltung. Offizieller Eigentümer wurde zunächst der Court of Session. Er verkaufte das Anwesen 1786 für 11.500 Pfund an den Parlamentsabgeordneten George Dempster of Dunnichen. Dieser modernisierte und baute das Anwesen nicht nur weiter aus, sondern vergrößerte den Besitz zudem durch den Zukauf von Pulrossie und Overskibo. Unter ihm wurden auch die verwilderten Schlossgärten wiederhergestellt. Weil Dempsters Ehe kinderlos geblieben war, wollte er Skibo dem einzigen Sohn seines Bruders hinterlassen, doch der starb im April 1801. Nur einen Monat später erfuhr Dempster, dass sein Bruder John bei einem Schiffsunglück im Oktober 1800 im Indischen Ozean umgekommen war, und so übertrug er Skibo Castle Harriet Milton, einer unehelichen Tochter seines verstorbenen Bruders, die mit Colonel William Soper verheiratet war. Ihre Familie nannte sich nachfolgend Soper-Dempster. Im Erbgang kam das Schloss an den Sohn des Paares, George Soper-Dempster, der jedoch auch keine Kinder hatte und das Anwesen 1866 an einen Australier namens Chirnside veräußerte. Zu jenem Zeitpunkt war der Keep der Anlage mittlerweile zu einer Ruine verfallen.

### Neu- und Umbau unter Evan Charles Sutherland-Walker

Aussehen Skibo Castles nach dem Neubau unter Evan Charles Sutherland-Walker

Der neue Eigentümer behielt Skibo jedoch nicht sehr lange. Nach nur sechs Jahren verkaufte er das Schloss samt 20.000 Acres Landbesitz 1872 für 130.000 Pfunde an Evan Charles Sutherland-Walker. Der neue Schlossherr nahm erneut Veränderungen und Modernisierungen am Besitz vor. So baute er einen neuen Wirtschaftshof, errichtete zusätzliche Ställe und ließ auch den Grundstein für den heutigen Schlosspark legen. Ebenso stammen einige heute noch erhaltene Gewächshäuser nördlich des Schlosses und vermutlich die Ost-Lodge von ihm. Sutherland-Walker nahm sich schließlich auch der Keepruine an. An ihrer Stelle ließ er etwa 1875 durch die Glasgower Architekten Clarke & Bell ein repräsentatives, neugotisches Herrenhaus errichten. Ob dies unter der Verwendung von mittelalterlicher Bausubstanz geschah, ist bisher ungeklärt. Wie MacKay und Gray vor ihm, stürzte sich Evan Charles Sutherland-Walker für die zahlreichen Veränderungen auf Skibo in hohe Schulden, die er schließlich nicht mehr begleichen konnte. Er ging insolvent, musste das Schloss sowie die dazu gehörenden Ländereien an einen gerichtlich bestellten Treuhänder übergeben und Skibo verlassen. Er verbrachte seinen Lebensabend in Inverness.

### Ein neuer Schlossherr ab 1898: Andrew Carnegie

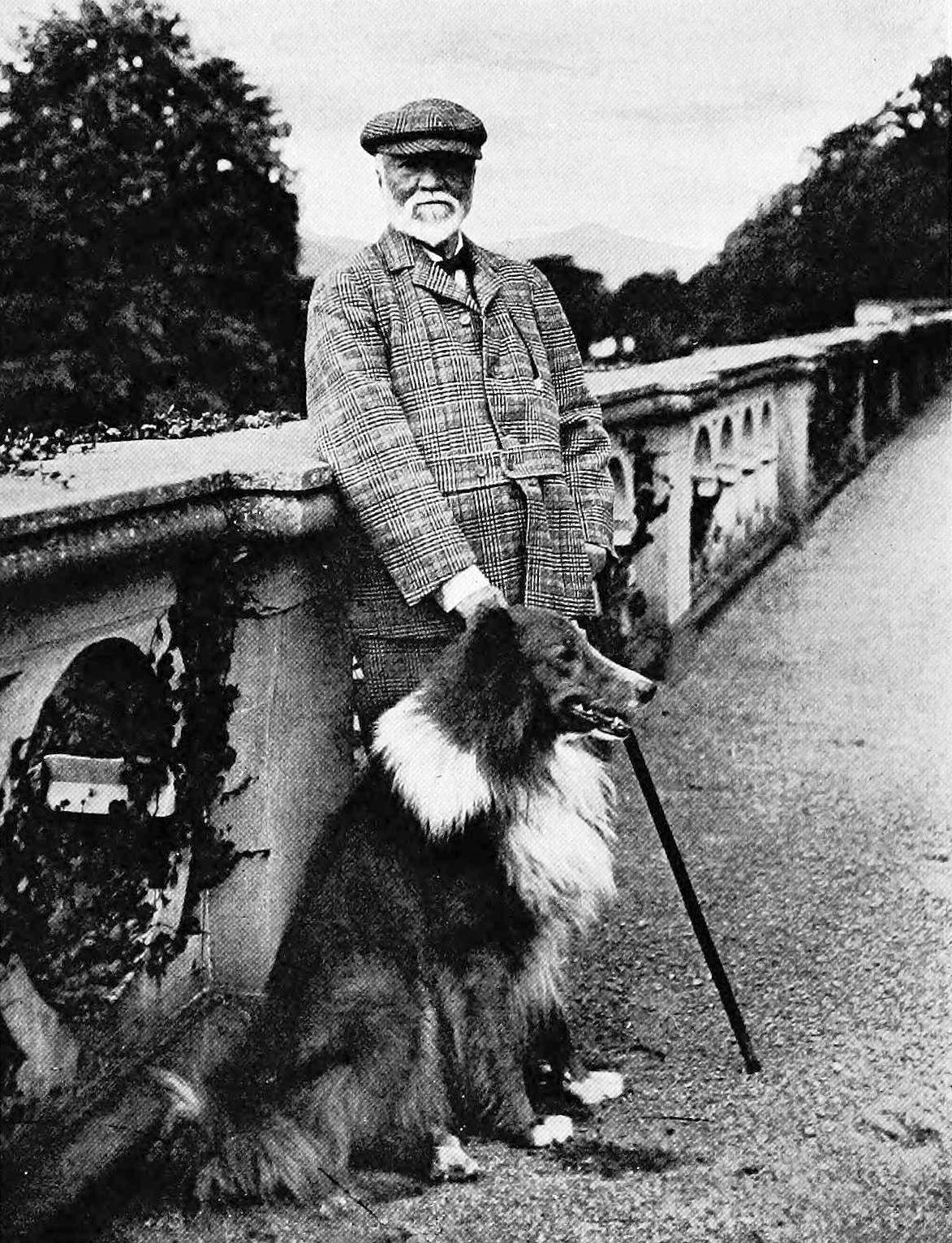
Andrew Carnegie auf Skibo Castle, 1914

1898 erwarb der amerikanische Stahl-Tycoon Andrew Carnegie das heruntergekommene Anwesen für 85.000 Pfund. In den Jahren zuvor hatten er und seine Frau Louise jeden Sommer in Schottland verbracht und dabei auf Cluny Castle gewohnt. Aber dieses Anwesen stand nicht zum Verkauf, und so entschied sich Carnegie zum Erwerb von Skibo, weil es zwei von ihm verlangte landschaftliche Merkmale vorzuweisen hatte: einen ausgedehnten Blick aufs Meer und einen Bach, an dem er Forellen angeln konnte. Lediglich den ebenfalls gewünschten Wasserfall konnte Skibo nicht bieten, dafür aber einen großen Landbesitz, der bei Bewirtschaftung nach modernen Gesichtspunkten gewinnträchtig zu sein versprach. Unter dem Amerikaner wurde das Anwesen vollkommen umgestaltet. Die beiden von George MacKay errichteten Gebäude ließ er vollständig abreißen und das unter Evan Charles Sutherland-Walker gebaute Herrenhaus ab dem 23. Juni 1899 in ein großes Landschloss umbauen. Die Pläne für das neue Gebäude lieferte das Architektenbüro Ross & MacBeth aus Inverness, das bei der Planung und Gestaltung mit Louise Carnegie zusammenarbeitete. Der neue Schlossherr hatte sämtliche Aufgaben im Zusammenhang mit dem Umbau an seine Frau delegiert. Das Schloss wurde eines der letzten großen Häuser im Stil des Scottish Baronials, der gegen Ende des 19. Jahrhunderts eigentlich schon wieder aus der Mode war. Die 100 Räume des Neubaus waren mit der neuesten Technik ausgestattet und boten außerordentlich hohen Komfort. So war Skibo Castle das erste Gebäude in Schottland, in das ein Aufzug des Unternehmens Otis eingebaut wurde. Carnegie beschränkte sich in seinen Umgestaltungen aber nicht nur auf das Schlossgebäude, sondern ließ das gesamte Anwesen verändern. Für die vielen technischen Neuerungen auf dem Areal wurde eine eigene Wasser- und Elektrizitätsversorgung installiert sowie zahlreiche neue Gebäude errichtet, so zum Beispiel neue Pächterhäuser, ein Hallenbad, eine Molkerei, ein Kutschenhaus, Remisen, Geflügelställe und ein Gestüt mit 20 Pferden. Den Wirtschaftshof nordöstlich des Schlosses ließ Andrew Carnegie verändern und erweitern.
Auch die Umgebung des Schlosses veränderte der neue Eigentümer durchgreifend. Die Hauptzufahrt zum Schloss ließ er an die Westseite verlegen und an ihrem Startpunkt die West-Lodge als Wohnung für seinen Oberforstmeister bauen. Außerdem entstanden unter ihm drei künstliche Lochs: Loch Evelix als Angelteich (nach dem Zufluss Evelix benannt), Margaretʼs Loch und Lake Louise, einer der wenigen „Lake“ anstatt „Loch“ genannten Seen Schottlands. Am Ufer des Dornoch Firth entstand ein Schiffsanleger für Carnegies Privatyacht und in der Nähe davon ein 9-Loch-Golfplatz. Für die Umgestaltung der Gärten, die direkt am Schlossgebäude lagen, engagierte Andrew Carnegie 1904 den Landschaftsarchitekten Thomas Mason. Auf ihn gehen der heutige Terrassengarten sowie die Allee zwischen West-Lodge und Schloss zurück. Zeitgleich ließ Carnegie von dem Unternehmen MacKenzie & Moncur diverse Gewächshäuser und eine Orangerie errichten. Sämtliche Arbeiten waren etwa 1905 beendet und schlugen mit insgesamt rund zwei Millionen Pfund zu Buche.
Bis zum Ausbruch des Ersten Weltkriegs verbrachten die Carnegies jedes Jahr einen Teil des Sommers und des Herbstes auf Skibo Castle und empfingen sowie unterhielten dort von Beginn an Freunde, Bekannte und Geschäftspartner. Die Gesellschaften waren meist bunt gemischt: Angehörige des Adels saßen während der Veranstaltungen neben Intellektuellen aus dem Bürgertum, internationalen Politikern oder Mitgliedern aus Andrew Carnegies schottischer Verwandtschaft. Zu den illustren Gästen auf Skibo zählten unter anderem Woodrow Wilson, Theodore Roosevelt, der englische König Edward VII., Herbert Henry Asquith, Helen Keller, Rudyard Kipling sowie Mitglieder der Familien Vanderbilt und Rockefeller. Zu Carnegies Zeit als Schlossherr entstand ein Brauch, der noch heute gepflegt wird: Gäste werden auf Skibo Castle jeden Morgen um acht Uhr von der Musik eines Dudelsackspielers geweckt.

Verkaufs- broschüre für Skibo Castle
Grundsteinlegung für den Neubau 1899
Skibo Castle während des Umbaus unter Andrew Carnegie
Ostansicht von Skibo Castle, ca. 1902

### Die Familie Carnegie (1919 bis 1982)

Skibo Castle nach dem Neubau unter Andrew Carnegie, ca. 1913

Nach Carnegies Tod im Jahr 1919 kam seine Witwe Louise noch regelmäßig bis 1934 nach Skibo Castle, um dort einige Monate im Jahr zu verbringen. Am 27. Juli 1938 wurde dort im Rahmen eines Festes mit 1000 Gästen die Heirat ihrer ältesten Enkelin Louise mit dem Schotten Gordon Thompson gefeiert. Im Zweiten Weltkrieg diente das Areal des einstigen Golfplatzes zum Getreideanbau. Nach Louises Tod im Jahr 1946 erbte Carnegies einziges Kind, seine Tochter Margaret (verheiratete Miller), den Besitz. Auch sie besuchte das Schloss regelmäßig, wenngleich sie sich als Eigentümerin immer höher werdenden Unterhaltskosten und Steuern gegenübersah. Um Skibo Castle und seine Land- und Forstwirtschaft einigermaßen rentabel zu halten, musste sie in den 1950/1960er Jahren einen Teil des großen Landbesitzes verkaufen. Margaret Carnegie-Miller war es auch, die seit den 1960er Jahren den Garten und Park des Anwesens an zwei Tagen im Jahr für die Öffentlichkeit zugänglich machte. Dies war allerdings nicht der Fall, als die englische Königin Elisabeth II. und ihr Mann Prinz Philipp im Juni des Jahres 1964 zu einem Mittagessen auf dem Schloss zu Gast waren. In die Zeit mit Margaret als Schlossherrin fiel auch die Unterschutzstellung des Schlosses samt seinem Garten als Listed Building – zunächst der Kategorie B – am 18. März 1971. Um Skibo Castle als Einheit zu bewahren und in Gedenken an ihren Vater Andrew, plante sie, Skibo 1980 an den Carnegie United Kingdom Trust zu übergeben. Die Statuten der Stiftung verboten es jedoch, das defizitäre Anwesen als Geschenk anzunehmen, da absehbar war, dass es sich nicht selbst trug und zu kostspielig im Unterhalt war. Deshalb wollte man Skibo Castle verkaufen und den Erlös dem Trust zugutekommen lassen. Ein Käufer wurde 1982 schließlich mit dem Unternehmer Derek Holt gefunden, der angeblich 2,5 Millionen Pfund für den Besitz geboten hat.

### Heutige Nutzung
Holt ließ das Schloss renovieren und diverse Gebäude des weitläufigen Besitzes erneuern, den er mit seiner Familie als Wohnsitz nutzte. 1989 verkaufte er das Anwesen an den Globe Investment Trust, der es im Juli 1990 an den englischen Unternehmer Peter de Savary weiterveräußerte. De Savary ließ es in den folgenden drei Jahren für 30 Millionen Pfund umfassend renovieren und modernisieren, um das Schloss ab 1993 als Luxushotel für Mitglieder des exklusiven Carnegie Clubs zu nutzen. In der Nacht vom 9. auf den 10. Dezember wurde das Hauptgebäude durch ein Feuer stark beschädigt, die Schäden aber zügig beseitigt. Wie zu Andrew Carnegies Zeiten besuchten seit Neueröffnung zahlreiche Persönlichkeiten aus Politik, Wirtschaft und Unterhaltung das Schloss. Zu den Gästen zählten zum Beispiel der ehemalige amerikanische Präsident Bill Clinton sowie die Schauspieler Sean Connery, Michael Douglas und Jack Nicholson. Der britische Sänger Robbie Williams feiert dort seinen 30. Geburtstag, und auch als Hochzeitsort ist Skibo Castle sehr beliebt. So gaben sich dort nicht nur Madonna und Guy Ritchie im Dezember 2000 das Ja-Wort, auch Ewan McGregor, Ashley Judd und der Golfspieler Sam Torrance wählten Skibo als Ort ihrer Eheschließung. Als sich mit Westbrook Global Partners 2003 einer der Kapitalgeber aus dem Geschäft zurückzog, war de Savary gezwungen, Skibo Castle zu veräußern. Einen Käufer fand er in einer Investorengruppe, bestehend aus Mitgliedern des Carnegie Clubs, die den Club seither weiter fortführt, obwohl Skibo Castle bis 2013 Verluste schrieb. Nach der Übernahme folgten erneut Renovierungen. Für zwei Millionen Pfund erfolgte die Instandsetzung des Golf-Clubhauses und der Lodges auf dem Schlossgrund. Weitere acht Millionen Pfund waren für Arbeiten am Schlossgebäude und die Restaurierung der viktorianischen Schwimmhalle vorgesehen.

## Beschreibung

### Lage
Das Anwesen liegt sechs Kilometer westlich von Dornoch in den nördlichen Highlands, etwa eine Stunde Autofahrt von Inverness entfernt. Das Schloss steht inmitten der Dornoch Firth National Scenic Area am nördlichen Ufer des Dornoch Firth auf einer Terrasse und überblickt den Meeresarm. Das heute 7500 Acres große Schlossareal ist zu großen Teilen von Trockenmauern eingefasst. Im Norden wird es von der A949 begrenzt, im Süden liegt der Dornoch Firth. Die östliche Grenze des Anwesens bildet die A9.

### Schlossgebäude

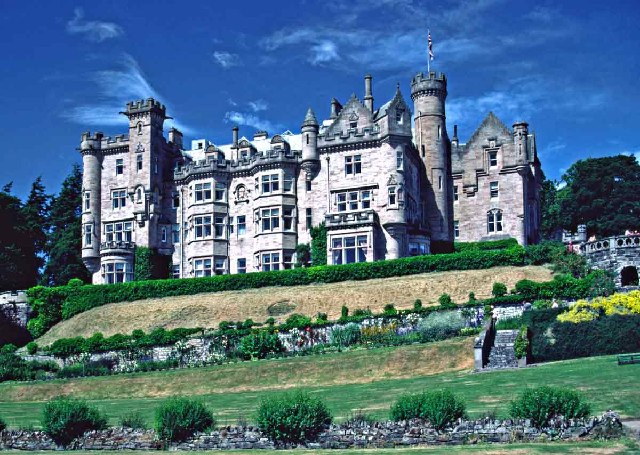
Ansicht des Schlosses von Südosten

Das große Schlossgebäude wurde aus behauenem Sandstein eines lokalen Steinbruchs errichtet. Seine vier und fünf Geschosse erheben sich auf einem unregelmäßigen Grundriss. Der Stil des Scottish Baronials spiegelt sich in einem Zinnenkranz, zahlreichen Vierecks- und Rundtürmchen sowie Staffelgiebeln und einem reichen Skulpturendekor wider. Der älteste Teil des heutigen Gebäudes stammt aus der Zeit um 1875, der Großteil ist jedoch jünger und wird auf die Wende vom 19. zum 20. Jahrhundert datiert. Vor der Südseite liegt eine große, langgestreckte Terrasse, die auf starken Stützmauern lagert und runde Bastionen besitzt. Die Terrassenmauern, der südlich daran anschließende Schlossgarten, das Schlossgebäude und einige Gewächshäuser wurden am 4. März 2003 als geschütztes Bauensemble von der Kategorie B (Bauwerke von regionaler Bedeutung) in die Kategorie A (Bauwerke von nationaler oder internationaler Bedeutung) hochgestuft. Auf dem Dach weht eine Fahne, die den Union Jack und das amerikanische Sternenbanner kombiniert. Sie geht auf Andrew Carnegie zurück, der damit seine Verbundenheit zu beiden Staaten ausdrücken wollte.

Erdgeschossgrundriss des Schlosses

Der Haupteingang des Hauses befindet sich an der Ostseite. Ihm ist eine als Portikus gestaltete Wagenauffahrt vorgelagert. Der Eingang führt zu einem Vestibül, das zu einer großen Eingangshalle mit Eichenholztäfelung, Parkettboden und monumentalem Kamin überleitet. Eine große Holztreppe mit aufwändigen Schnitzereien führt von dort in die oberen Geschosse. Das Treppenhaus besitzt fünf Fenster mit Glasmalereien, die Motive aus dem Leben Andrew Carnegies und der Geschichte des Schlosses zeigen. Mittig ist Sankt Gilbert von Dornoch mit der Jahreszahl 1235 dargestellt. Rechts daneben findet sich – zusammen mit der Jahreszahl 946 – ein Porträt des Wikingers Sigurd und Carnegies Geburtshaus sowie das kleine Schiff Wiscasset, mit dem Carnegie und seine Eltern 1848 von Schottland nach Amerika fuhren. Die Fenster auf der linken Seite zeigen den Marquis auf Montrose samt Jahreszahl 1650 und den großen Ozeandampfer, mit dem Carnegie nach Schottland zurückkehrte; darüber die Jahreszahl 1898. Neben der Treppe ist eine Orgel installiert, die dort bereits 1904 von Andrew Carnegie eingebaut wurde.
Die 21 Schlafzimmer des Schlosses besitzen alle eigene Bäder, die zum Teil noch mit den originalen Mosaikböden ausgestattet sind. Original sind auch die sehr niedrig angebrachten Türklinken im Gebäude. Sie erinnern daran, dass der Bauherr ein sehr kleinwüchsiger Mann gewesen ist. Auch ein Großteil des Mobiliars stammt noch aus der Zeit, als Andrew Carnegie Schlossherr war, so zum Beispiel die Bibliothek mit Stuckdecke und 2500 durch den Stahlmagnaten angeschafften Büchern. Der Kamin in der getäfelten Schlossbibliothek besitzt eine reich mit Schnitzereien verzierte Ummantelung aus Eichenholz. Auf seinem Sims steht eine Schnitzerei in Form eines aufgeschlagenen Buchs. Darin ist ein Lieblingsspruch Andrew Carnegies zu lesen: He that cannot reason is a fool. He that will not is a bigot. He that dare not is a slave. (deutsch: Derjenige, der nicht nachdenken kann, ist ein Dummkopf. Derjenige, der nicht nachdenken wird, ist ein Eiferer. Derjenige, der nicht wagt nachzudenken, ist ein Sklave.) Andere Stücke der edwardianischen Einrichtung und Ausstattung des Hauses, die im Laufe der Zeit verkauft worden waren, wurden – wo möglich – mittlerweile zurückerworben.

### Weitere Gebäude auf dem Schlossareal

#### Cottages und Lodges
Neben insgesamt elf Lodges stehen überall auf dem Anwesen verteilt Cottages und Hofanlagen, die mehrheitlich von Andrew Carnegie für die Pächter von Skibo errichtet wurden. Zu ihnen zählt das 1993 zum Clubhaus des Golfplatzes umgebaute Hofgut in ehemals U-Form. Das Haus stammt vielleicht schon aus den 1870er Jahren, als Evan Charles Sutherland-Walker Herr von Skibo Castle war.

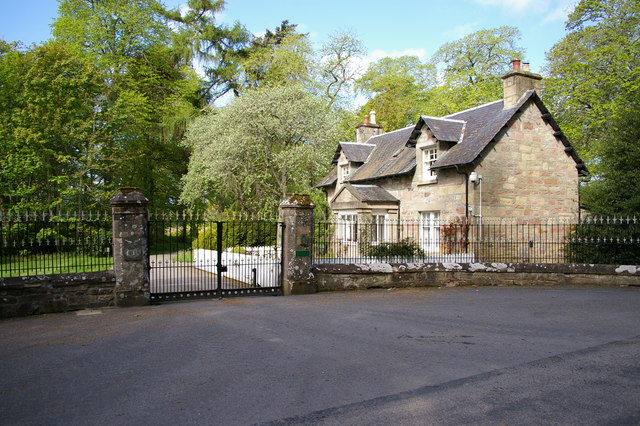
Nordtor und Nord-Lodge

Das ehemalige Gärtnerhaus aus dem Jahr 1880 steht an einer Stelle, an der sich zuvor Hundezwinger befunden haben. In den 1980er Jahren wurde das Haus verändert und dabei die früheren Staffelgiebel durch die heutige Giebelform ersetzt. Die Schieferdeckung der Dächer ist neueren Datums.
Die zweigeschossige Ospisdale Lodge entstand durch die Zusammenfassung zweier nebeneinander stehender Einzelhäuser, die als Elektrizitätswerk und Telefonvermittlungsstelle des Anwesens dienten, ehe das Gebäude als Garage genutzt wurde. Es stammt aus dem frühen 20. Jahrhundert und ist möglicherweise ein Entwurf der Architekten Ross & Macbeth. Das Gebäude mit zweiachsigen Anbauten an der Nordseite besitzt ein Schieferdach und Treppengiebel. Seine zwei Zwerchhäuser weisen reiches Skulpturendekor auf. Die Lodge dient heute als Sporthalle und Spabereich. Sie steht seit dem 7. März 1984 als Listed Building der Kategorie A unter Denkmalschutz.

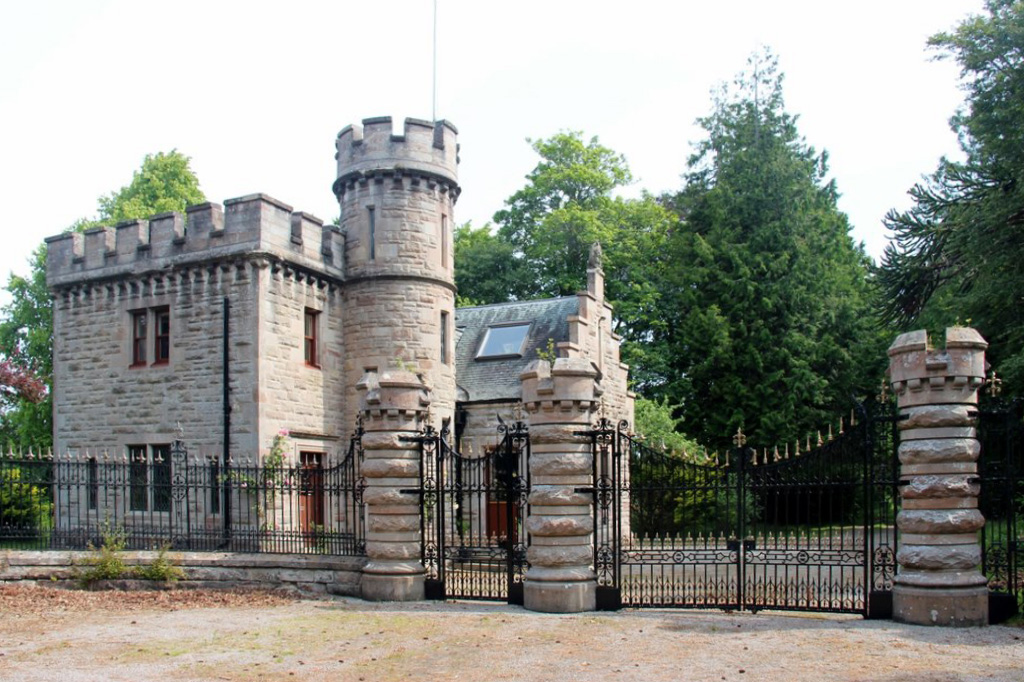
West-Lodge

Drei weitere Lodges stehen an den Eingängen zum Schlossareal an der West-, Nord- und Ostseite. Die West-Lodge steht dabei wie die Ospisdale Lodge seit dem 7. März 1984 als Einzeldenkmal unter Denkmalschutz (Kategorie B). Sie wurde 1907 nach Entwürfen von Ross & Macbeth errichtet. Das Haus mit Mauerwerk aus Buckelquadern hat einen L-förmigen Grundriss, wobei der Nordflügel zwei Geschosse aufweist, der Ostflügel eines. Im Winkel der beiden Trakte steht ein dreigeschossiger Treppenturm mit Zinnenkranz als oberem Abschluss. Der Ostflügel besitzt einen Staffelgiebel, der von einer steinernen Adlerskulptur bekrönt ist. Seit den 1990er Jahren dient das Gebäude wieder zu Wohnzwecken. Die westliche Toranlage besteht aus einem zweiflügeligen Gittertor zwischen wuchtigen, rustizierten Rundpfeilern. Diesem schließen sich zu beiden Seiten zwei schmalere Fußgängerpforten mit Gittertoren an, die von Pfeilern der Art des Haupttores flankiert sind.
Das Osttor ist weniger aufwändig gestaltet als sein westliches Pendant, hat aber eine ähnliche Form. Es wurde 2011 restauriert. Das Gitter des Nordtores gibt es nicht mehr, lediglich eine daneben liegende Fußgängerpforte ist noch erhalten. Die Toranlage stammt vermutlich aus der ersten Hälfte des 19. Jahrhunderts, die in unmittelbarer Nachbarschaft stehende Nord-Lodge ist jünger.

#### Schwimmhalle

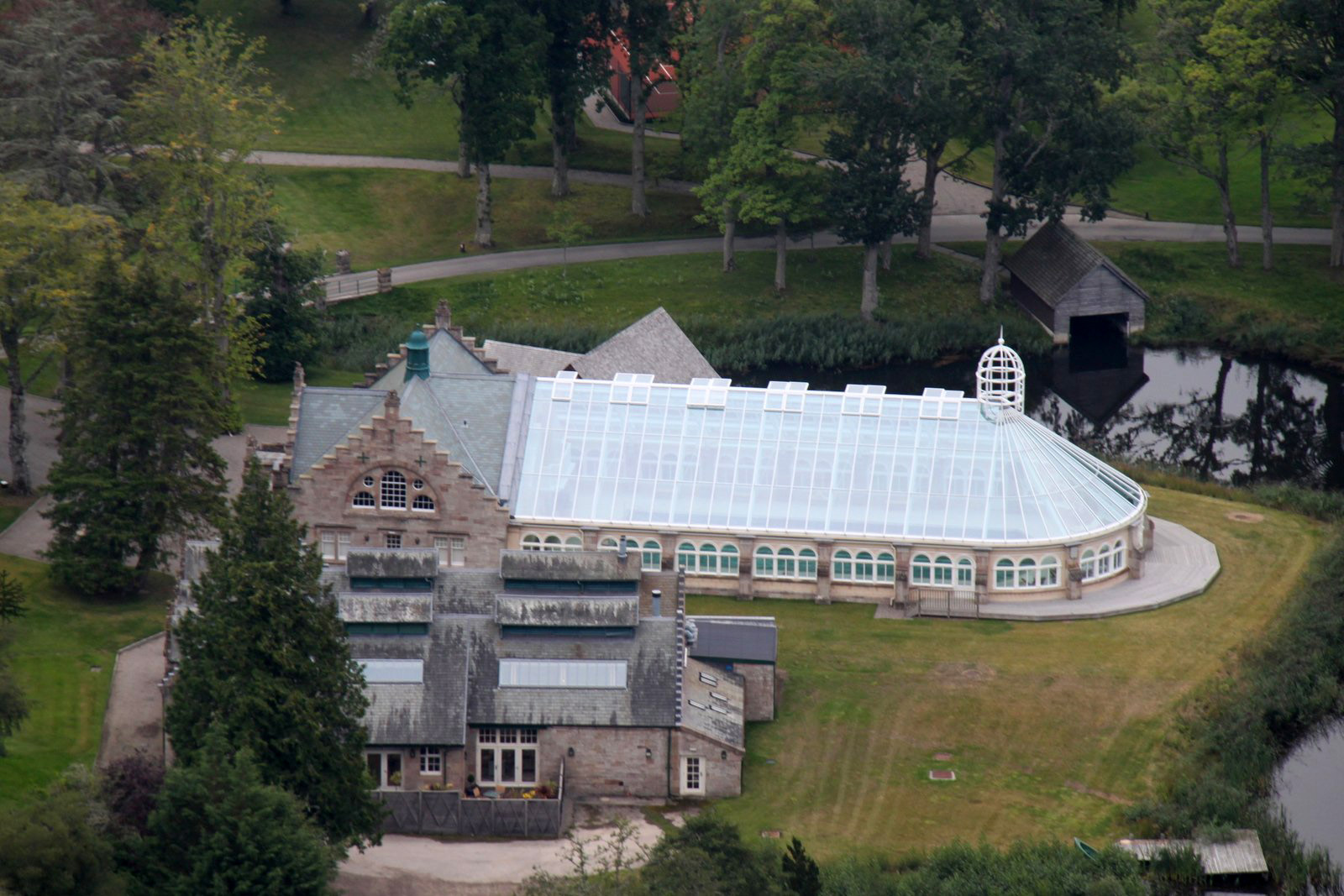
Luftbild der Schwimmhalle

Etwa 180 Meter südwestlich des Schlossgebäudes steht die viktorianische Schwimmhalle, die seit dem 7. März 1984 als Listed Building der Kategorie B geschützt ist. Das Gebäude entstand unter Andrew Carnegie um die Jahrhundertwende und war früher mit Meerwasser gefüllt. Wie das Schlossgebäude mit seinerzeit modernster Technik ausgestattet, konnte das 24 × 9 Meter große Schwimmbecken beheizt werden. Im Jahr 2010 wurden Gebäude und Pool für 3,5 Millionen Pfund restauriert und modernisiert. Seither hat das Schwimmbecken Maße von 21 × 10 Metern. Das Gebäude besitzt zahlreiche Rundbogenfenster und eine Stahl-Glas-Konstruktion als Dach. Sein südliches Ende ist halbrund, am Nordende ist ihm ein Gebäude mit Umkleidemöglichkeiten vorgesetzt. Zu der Zeit, als die Carnegie-Familie Schlosseigentümerin war, konnte der Pool mit einem Holzboden abgedeckt und die Schwimmhalle als Ballsaal genutzt werden.

#### Sonstige Bauten
Am südlichen Rand des Loch Ospisdale überquert die Ospisdale-Brücke dessen Abfluss in den Dornoch Firth. Das aus dem frühen 20. Jahrhundert stammende Bauwerk wurde unter Andrew Carnegie errichtet und fungierte zugleich als Wehr. Als Baumaterial für seine sechs Bögen kam Sandstein zum Einsatz. Die Brücke steht seit dem 7. März 1984 als Einzeldenkmal der Kategorie C unter Denkmalschutz.
Zu den vielen Wirtschaftsbauten, die Andrew Carnegie auf dem Schlossareal errichten ließ, gehörte auch eine Molkerei etwa 250 Meter nordöstlich des Haupthauses und in der Nähe des Wirtschaftshofes. Sie ist seit dem 7. März 1984 als Listed Building der Kategorie B geschützt. Architektonisch auffälligster Teil ist ihr eingeschossiger Westflügel mit einem siebeneckigen Dach am Westende. Die Traufe des abgeknickten Daches mit Ziegeldeckung ruht auf naturbelassenen Holzpfeilern. Der daraus resultierende Dachüberstand bildet eine schmale Veranda. Einige Fenster besitzen noch ihre originale Bleiverglasung mit Jugendstilmotiven. Im Inneren des Gebäudes sind die dekorativen Wand- und Deckenfliesen sowie Arbeitsflächen aus Marmor erhalten.

### Schlosspark und -garten
Zum Anwesen gehört ein 502 Hektar großer Landschaftspark. Er erstreckt sich von der Siedlung Ospisdale im Westen bis nach Clashmore im Osten. Zu ihm gehören vier Lochs: Loch Ospisdale, Loch Evelix am Nordrand eines 18-Loch-Golfplatzes, Margaretʼs Loch und Lake Louise, der nach Andrew Carnegies Frau benannt wurde. Die Parklandschaft ist Habitat für zahlreiche einheimische Vogelarten und Rastplatz für Zugvögel. Im Landschaftsgarten wachsen einige besondere Bäume, darunter ein Riesenmammutbaum und eine alte Parrotie. Einige Buchen, welche die Zufahrtsalleen zum Schloss säumen, sind über 250 Jahre alt. Darüber hinaus gibt es im Park auch Flächen mit Obstbäumen und einige Waldstücke mit Mischwald. Das gesamte Areal ist seit dem 1. Juli 1987 im Inventory of Gardens and Designed Landscapes verzeichnet.
Südlich und östlich des Schlossgebäudes liegt der terrassierte Schlossgarten, der schon 1878 existierte. Ein großer Teil ist als walled garden (deutsch: ummauerter Garten) gestaltet. Einige Abschnitte der Mauer aus Bruchsandstein datieren noch in das Ende des 18. Jahrhunderts oder ins frühe 19. Jahrhundert. Der Garten erfuhr 1904 durch Thomas Mason eine Umgestaltung. So stammt zum Beispiel die Treppe mit Balustergeländer, welche die Terrassen des Gartens miteinander verbindet, und ein Heidegarten am Rande der Treppe von ihm. Auf der obersten Terrasse steht eine alte Sonnenuhr, die beiden tiefer gelegenen Ebenen sind an ihren Nordrändern von Rabatten gesäumt. Auf der mittleren Terrasse befinden sich diese Pflanzungen an der Stelle von ehemaligen Gewächshäusern, die dort noch bis in die 2000er Jahre standen. Seit Andrew Carnegies Zeiten wurden dort exotische Früchte gezogen. Sie waren genauso alt wie jene Gewächshäuser, die sich heute noch nördlich des Schlosses befinden. Allerdings sind diese historischen Bauten von MacKenzie & Moncur in einem sehr schlechten Zustand und stehen deshalb auf der Liste für bedrohte Denkmale. Auf der untersten, mehrheitlich landschaftlich gestalteten Gartenebene liegt ein formaler Rosengarten, dessen Beete sich um ein rundes Wasserbecken in der Mitte gruppieren. Der östliche Bereich des ummauerten Gartens ist in einer Hälfte als Zier- in der anderen Hälfte als Nutzgarten angelegt. In der Nordost-Ecke dieses Bereichs steht ein kleiner, polygonaler Turm, der vielleicht früher einmal als Pavillon diente, denn ein solcher ist für den Garten überliefert. Ein weiteres Sommerhaus stand früher im Wald südlich des Schlosses. Der einstige Taubenturm nördlich des Hauptgebäudes existiert nicht mehr.

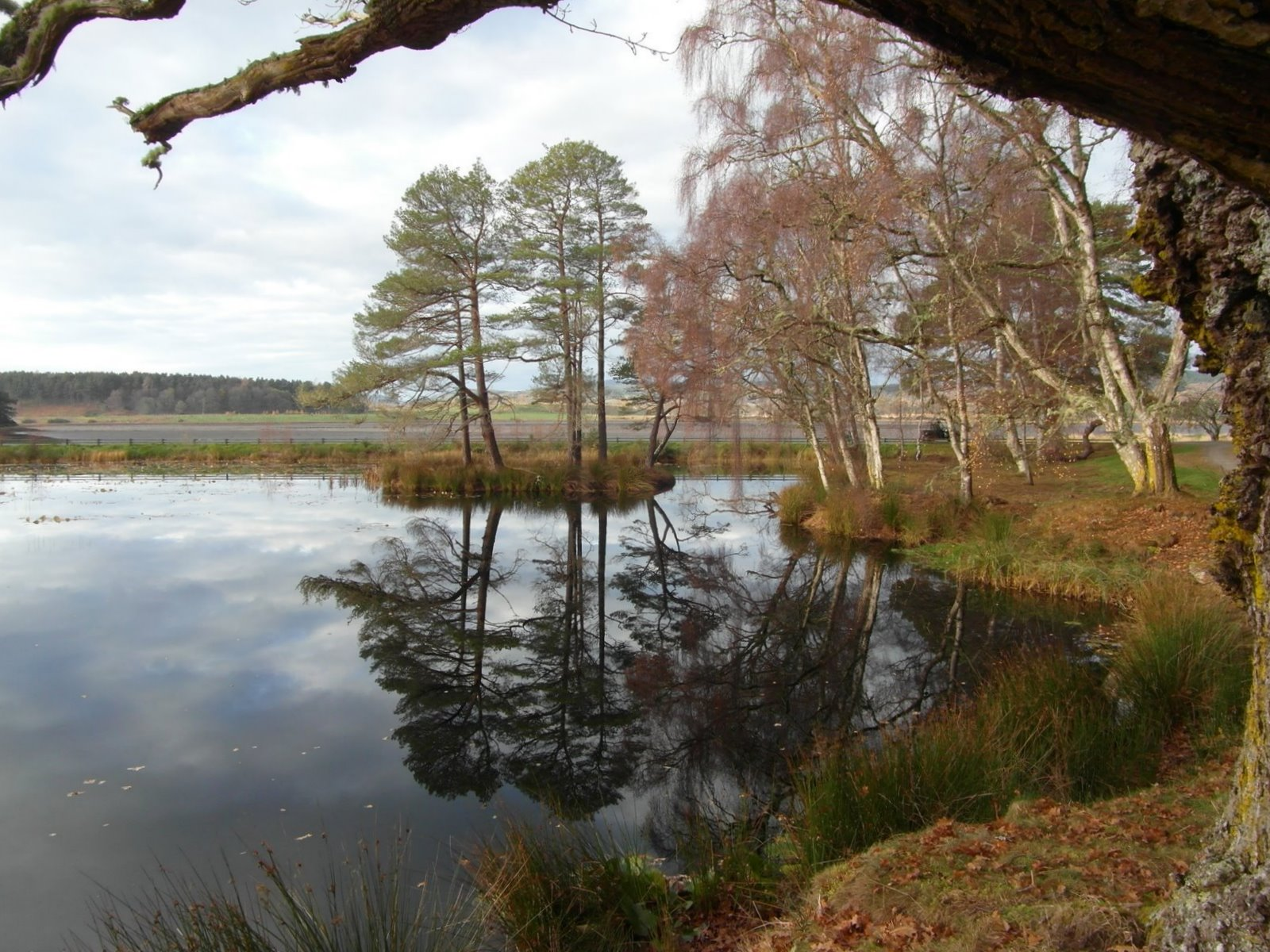
Nordufer des Lake Louise
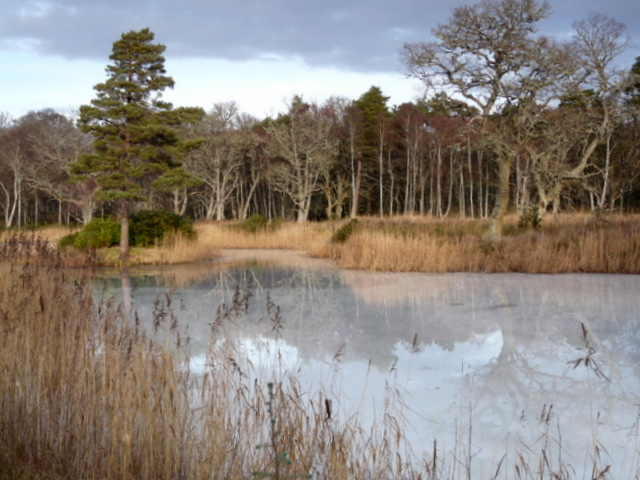
Margaret’s Loch
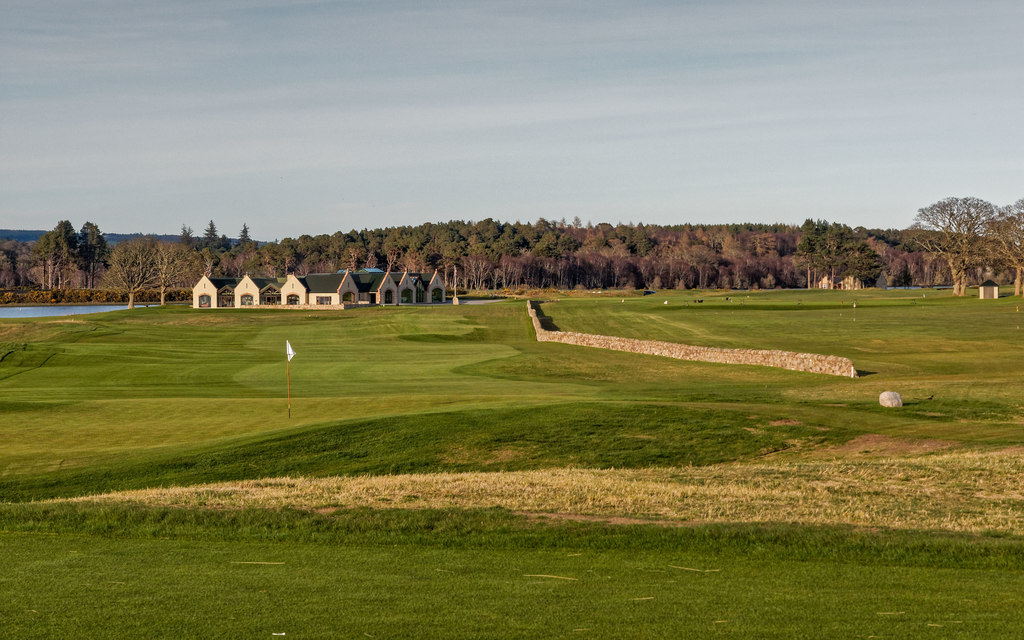
Golfplatz mit Clubhaus
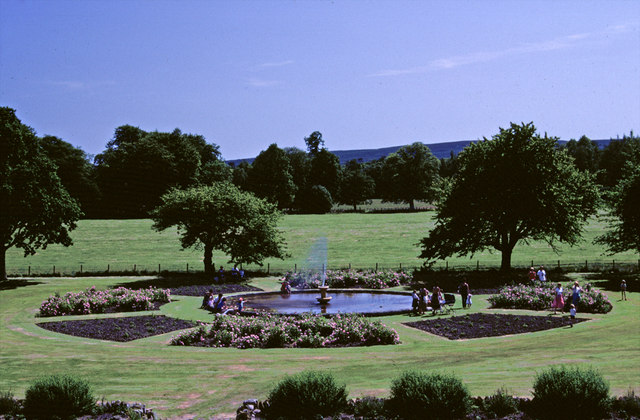
Rosengarten